# Flauta

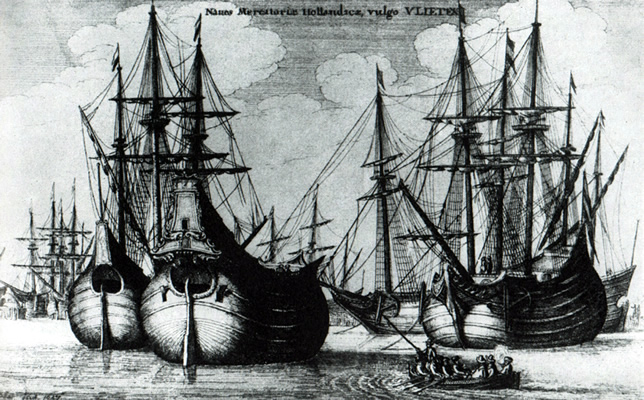
Nizozemská flauta ze 17. století

Flauta byla obchodní nebo válečná loď, která byla používána od konce 16. století především v Nizozemsku.
Flauta byla maximálně 40 metrů dlouhá, 9 metrů široká a ponor nepřesahoval 3 metry. Nosnost lodě dosahovala až 600 tun. Revoluční byl u tohoto typu lodě tvar trupu, který byl hruškovitý. Měl ploché dno a nejširší část jeho trupu byla vždy pod čarou ponoru. Tím se dostal hlavní skladovací prostor velmi nízko, čímž se snížilo těžiště a zlepšila stabilita lodi. Ve srovnání s karaky a galeonami měla flauta při stejné nosnosti menší ponor, což bylo důležité v nizozemských mělkých přístavech.
Flauta měla vždy[zdroj⁠?!] tři stěžně. První a hlavní byly dvojdílné a zadní byl jednodílný. Zpočátku převládaly příčné plachty obdélníkové, ale později byly nahrazeny příčnými plachtami lichoběžníkovými a na zadním stěžni byla plachta latinská. Modernější fauty měly na předku čelenu blindový peň (malý stěžeň) a na něm malou ráhnovou plachtu.
Válečné flauty se řadily do nejnižší kategorie řadových lodí a měly maximálně 20 děl menších ráží.
Po stu letech byly flauty nahrazeny pinasami.

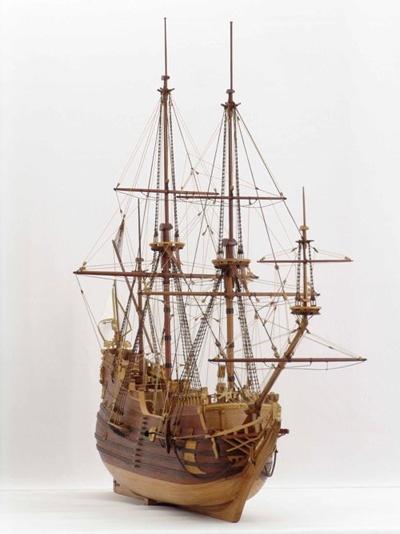
Model lodi – pohled zepředu
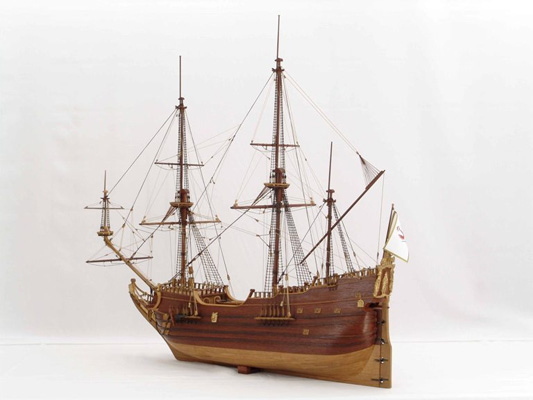
Model lodi – pohled z boku